# Sebastian John
Sebastian Linnet John (* 26. März 1996 in Viborg) ist ein dänischer Fußballtorhüter.

## Karriere

### Verein
Sebastian Linnet John spielte im Nachwuchs von Søndermarken IK, Viborg FF sowie dem FK Viborg. Im Sommer 2015 kehrte er zu Viborg FF zurück und gab sein Debüt für dessen 1. Mannschaft am 1. September 2015 beim 5:1-Sieg in der zweiten Runde des dänischen Pokals bei BK Marienlyst. In dieser Saison kam John in der Superliga zu keinem Einsatz während er im Pokalwettbewerb immerhin zu drei Einsätzen kam; Viborg FF belegte in der Superliga-Saison 2015/16 den achten Tabellenplatz und sicherte sich somit als Aufsteiger den Klassenerhalt. Eine Saison später spielte John nur ein einziges Mal im dänischen Pokal während ihm im Punktspielbetrieb erneut ein Einsatz verwehrt blieb; in der regulären Saison belegte Viborg FF den vorletzten Tabellenplatz und in der darauffolgenden Abstiegsrunde wurden sie letzter ehe der Verein in der dritten Runde der Relegation aufgrund der Auswärtstorregel an den FC Helsingør scheiterte und somit aus der Superliga abstieg. Am 17. September 2017 debütierte John im Punktspielbetrieb, als er bei der 0:3-Niederlage in der 1. Division gegen HB Køge eingesetzt wurde. Im Sommer 2018 verließ er seinen Jugendverein und schloss sich in den nächsten fünf Jahren den heimischen Zweitligisten Fremad Amager, Kolding IF FC Fredericia sowie Køge BK an. Zur Saison 2024 wechselte John dann zu 07 Vestur auf die Färöer-Inseln. Dort bestritt er 27 Erstligapartien und ging nach einem Jahr weiter zum Ligarivalen KÍ Klaksvík.

### Nationalmannschaft
John kam zu jeweils einem Einsatz für die dänische U-17 und für die U-18 sowie zu drei Einsätzen für die dänische U-19-Nationalmannschaft und zu zwei für die U-20-Nationalelf. Am 22. März 2018 debütierte er beim 5:0-Testspielsieg in Wiener Neustadt gegen Österreich für die dänische U-21-Nationalmannschaft.